# Славинск (Петриковский район, посёлок)
Славинск (бел. Славінск) — посёлок в Голубицком сельсовете Петриковского района Гомельской области Беларуси.

## География

### Расположение
В 19 км на запад от Петрикова, 20 км от железнодорожной станции Копцевичи (на линии Лунинец — Калинковичи), 209 км от Гомеля.

### Гидрография
На реке Припять (приток реки Днепр).

## Транспортная сеть
Рядом автодорога Петриков — Житковичи. Застройка бессистемная, деревянная, усадебного типа.

## История
Начало поселку положил хозяйственный дом помещика Киневича (разрушенный во время Великой Отечественной войны) и парк (около 8 га) пейзажной планировки. Здесь, на бывших помещичьих землях, в начале 1920-х годов стали селиться переселенцы из соседних деревень. В 1932 году организован колхоз. Во время Великой Отечественной войны в парке оккупанты создали укрепленный район, который в 1944 году штурмовал десант Припятской военной флотилии. 23 жителя погибли на фронте. Согласно переписи 1959 года в составе совхоза «Голубичский» (центр — деревня Голубица). Работал клуб.

## Население

### Численность
- 2004 год — 19 хозяйств, 33 жителя.

### Динамика
- 1959 год — 89 жителей (согласно переписи).
- 2004 год — 19 хозяйств, 33 жителя.

## Достопримечательность
- Знак в память дислокации маневренной базы Днепровской и Пинский военной флотилии установлен на берегу Припяти, между д. Славинск и д. Голубица. Это военное соединение, которое включало в себя порядка 140 судов, сыграло важную роль в освобождении Беларуси от фашистов. Впоследствии Днепровская и Пинская военная флотилия также принимала участие в битве за Берлин. Знак в память дислокации маневренной базы Днепровской и Пинской военной флотилии представляет собой гранитный валун, на котором установлена мемориальная доска.